# Klenovice (Všeruby)
Klenovice jsou malá vesnice, část města Všeruby v okrese Plzeň-sever v Plzeňském kraji. Nachází se asi 3,5 kilometru severozápadně od Všerub. Je zde evidováno 34 adres. V roce 2011 zde trvale žilo 59 obyvatel.
Klenovice leží v katastrálním území Klenovice u Chrančovic o rozloze 3,28 km2.

## Historie
První písemná zmínka o vesnici pochází z roku 1115.

## Obyvatelstvo
| Rok            | 1869 | 1880 | 1890 | 1900 | 1910 | 1921 | 1930 | 1950 | 1961 | 1970 | 1980 | 1991 | 2001 | 2011 | 2021 |
| -------------- | ---- | ---- | ---- | ---- | ---- | ---- | ---- | ---- | ---- | ---- | ---- | ---- | ---- | ---- | ---- |
| Počet obyvatel | 148  | 129  | 155  | 134  | 140  | 150  | 137  | 85   | 70   | 59   | 43   | 41   | 47   | 59   | 73   |
| Počet domů     | 21   | 22   | 23   | 23   | 24   | 24   | 24   | 20   | 20   | 13   | 12   | 17   | 19   | 23   | 35   |

## Obecní správa
Při sčítání lidu v letech 1869–1950 Klenovice byly samostatnou obcí v okrese Stříbro. V letech 1961–1980 byly částí obce Chrančovice v okrese Plzeň-sever. Od 1. července 1980 jsou částí města Všeruby v okrese Plzeň-sever.

## Další fotografie

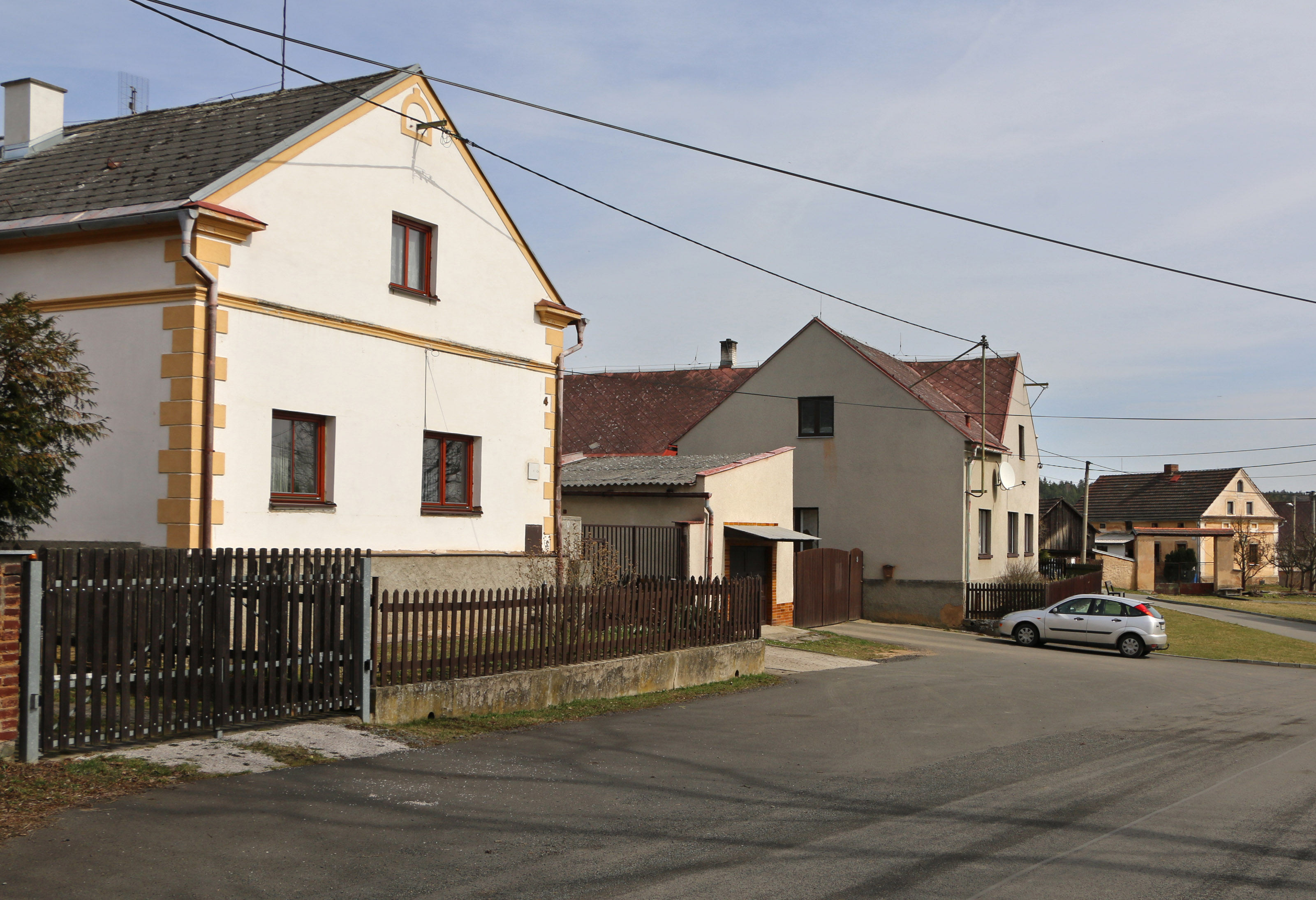
Náves
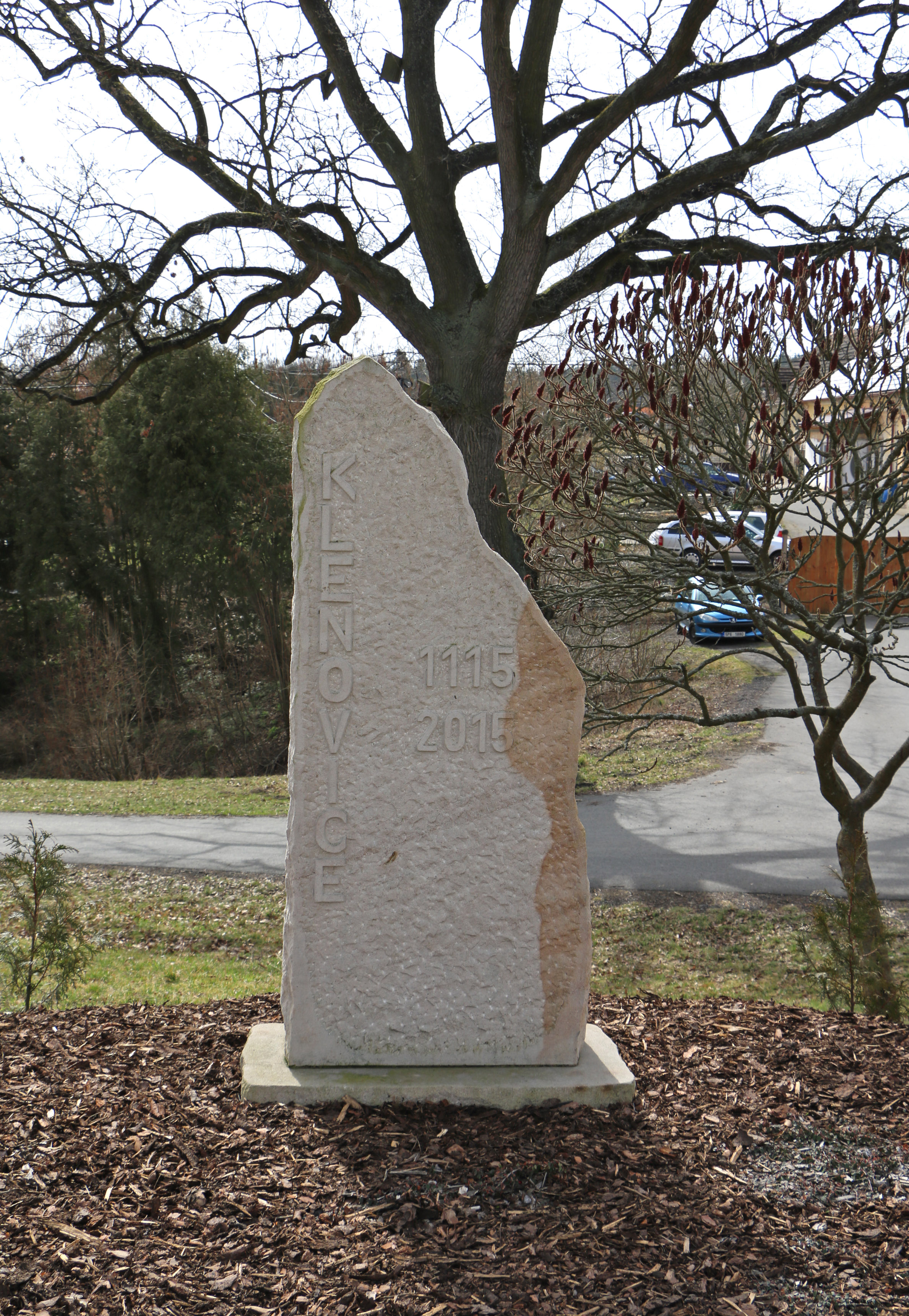
Připomínka 900 let vesnice
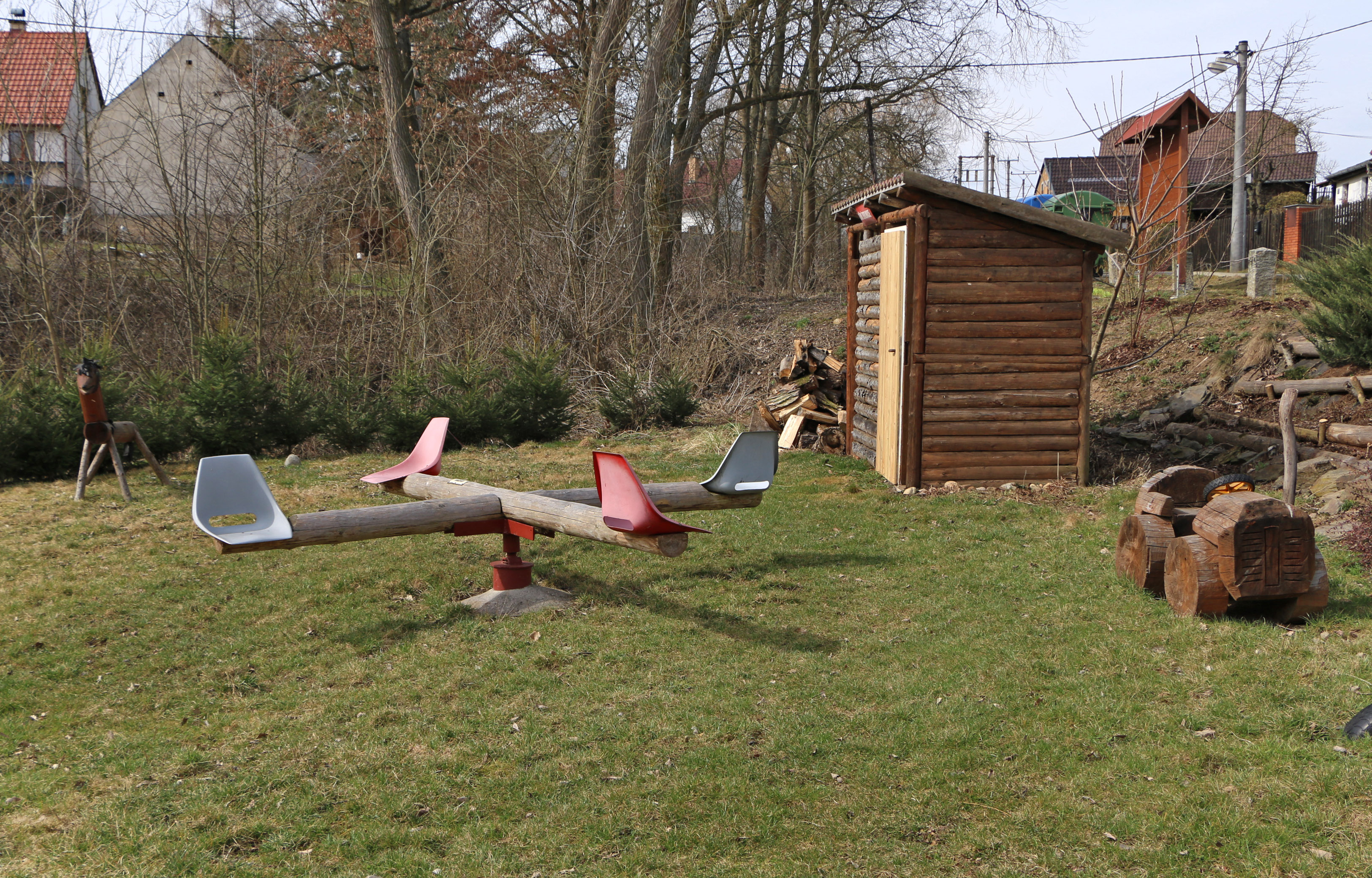
Dětské hřiště
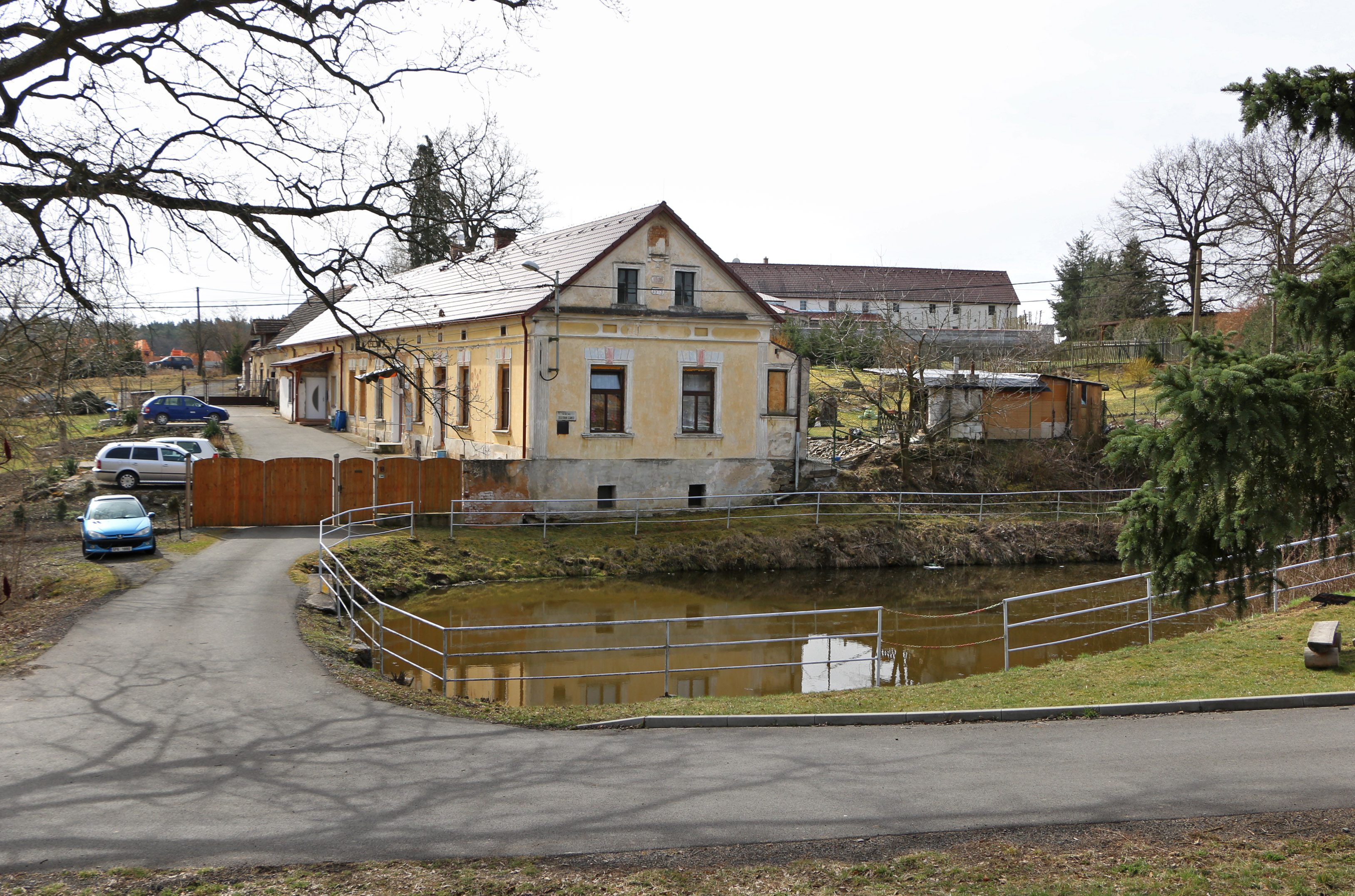
Statek za rybníkem